# كابرينية
كابرينية (الاسم العلمي: Caberini)، قبيلة حشرات من العث وفصيلة الأرفية. هناك ما لا يقل عن 50 نوعًا موصوفًا في الكابرينية.